# Golubie (gmina)
Golubie (alt. Gołubie) – dawna gmina wiejska istniejąca w latach 1945–1954 w woj. białostockim (dzisiejsze woj. warmińsko-mazurskie). Nazwa gminy pochodzi od wsi Golubie (alt. Gołubie), lecz siedzibą władz gminy były Golubki (alt. Gołubki).
Gmina Golubie powstała po II wojnie światowej na terenie tzw. Ziem Odzyskanych (tzw. IV okręg administracyjny – Mazurski). 25 września 1945 roku gmina – jako jednostka administracyjna powiatu ełckiego – została powierzona administracji wojewody białostockiego, po czym z dniem 28 czerwca 1946 roku weszła w skład woj. białostockiego. Według stanu z 1 lipca 1952 roku gmina była podzielona na 13 gromad: Chełchy, Czaple, Golubie, Golubki, Krokocie, Mikołajki, Płociczno, Przykopka, Romejki, Skomętno Wielkie, Szczudły, Wysokie i Zaborowo.
Gmina została zniesiona 29 września 1954 roku wraz z reformą wprowadzającą gromady w miejsce gmin. Jednostki nie przywrócono 1 stycznia 1973 roku po reaktywowaniu gmin.